# Тя и той
„Тя и той“ е български телевизионен сериал (комедия, ситком) от 2002 г. на режисьора Станислав Тодоров-Роги, по сценарий на Ги Льопаж и Силви Леонар. Оператор е Красимир Андонов. Музиката във филма е композирана от Гаетан Есиамбре.
Главните роли изпълняват Юлиан Вергов и Стефания Колева. Филмът проследява историята на една двойка - Силвия и Мартин. Те са заедно от единадесет години, но не са женени. Силви и Марто минават през много перипетии, но винаги всичко завършва добре. Първоначално сериалът се излъчва по bTV от 2002 до 2005 г., а повторенията му - по Fox Life. Излъчени са 3 сезона, всеки с по 26 епизода. След една година без снимки, през 2007 г. е заснет и излъчен четвъртият сезон, който се излъчва по Fox Life в 25 епизода. През август 2011 година започват повторения на сериала по bTV Comedy и завършват в средата на октомври същата година, а през юли 2012 започва излъчване отново.

## Оригинално излъчване
| Сезон | Сезон | Време на излъчване | ТВ Сезон  | Епизоди | Премиера          | Финал       | Времетраене |
| ----- | ----- | ------------------ | --------- | ------- | ----------------- | ----------- | ----------- |
|       | 1     | Петък, 21:00       | 2002      | 26      | 2002              | 2002        | 25 минути   |
|       | 2     | Петък, 21:00       | 2003-2004 | 26      | 2003              | 2004        | 25 минути   |
|       | 3     | Петък, 21:30       | 2004-2005 | 26      | 2004              | 2005        | 25 минути   |
|       | 4     | Четвъртък, 22:00   | 2007-2008 | 25      | 20 септември 2007 | 6 март 2008 | 25 минути   |

## Актьорски състав
- Стефания Колева – Силвия
- Юлиан Вергов – Мартин

### Второстепенни роли
- Радена Вълканова – Лили, приятелка на Мартин и Силвия
- Владимир Карамазов – Дани, приятел на Мартин и Силвия
- Галина Сарафова – Дарина, секретарка на Мартин
- Мария Силвестър – мащеха на Мартин
- Даниел Рашев – приятел на Силвия и Мартин
- Надя Тержуманова – Данка, майката на Силвия
- Максим Генчев – баща на Мартин

### Епизодични роли
- Борислава Костадинова
- Йордан Господинов – садо-мазо роб
- Кирил Бояджиев
- Калин Арсов
- Иван Петрушинов – Велизар, свещеник, приятел на Данче
- Симеон Лютаков
- Силвестър Силвестров – инструктор по танци
- Десислава Бакърджиева – състудентка и приятелка на Силвия
- Захари Бахаров – Веско (бастуна)
- Александра Сърчаджиева – фризьорка
- Албена Ставрева – приятелка на Дани
- Диана Любенова – приятелка на Дани
- Борислав Захариев – приятел на Лили
- Румен Угрински – колега на Мартин
- Ненчо Илчев – шофьор на такси
- Евгени Будинов - шофьор на такси, фотограф
- Асен Блатечки – актьор
- Иван Юруков – приятел на Мартин и Силвия
- Руши Видинлиев
- Къци Вапцаров
- Любомир Киров
- Параскева Джукелова
- Мартина Вачкова
- Тончо Токмакчиев
- Васил Мавриков
- Симеон Викторов - продавач на къща
- Атанас Бончев – шофьор на такси
- Николай Димчев
- Дора Димова
- Димитър Дойчинов-Додо
- Цветомир Игнатов
- Михаела Тюлева
- Калина Станева
- Васил Ряхов
- Мирослав Пашов
- Иван Станев